# Piotr Schulz
Piotr Schulz, właśc. Piotr Szulc (ur. 25 czerwca 1950 w Poznaniu) – wokalista, pianista, kompozytor, aranżer. Wykonuje repertuar z pogranicza jazzu, soulu i popu.

## Życiorys
Urodził się w Poznaniu, lecz pierwsze 30 lat życia spędził w Luboniu. Jego ojciec Edward był geodetą w Urzędzie Wojewódzkim w Poznaniu, zaś matka Leokadia (z domu Spychalska) była księgową w przedszkolu sióstr zakonnych mieszczącym się przy kościele św. Jana Bosko. Jego talent muzyczny, jako pierwszy dostrzegł organista z lubońskiego kościoła, a także nauczyciel gry na pianinie Józef Gajdziel. Będąc uczniem IX Liceum Ogólnokształcącego im. Karola Libelta w Poznaniu Schulz wraz z Maciejem Wojtasiakiem, Markiem Nowakiem i Krzysztofem Janickim założył zespół Schody, który występował na imprezach szkolnych oraz w poznańskich klubach. Po maturze zdał na studia (Politechnika Poznańska, kierunek: budownictwo), zaś jego zespół przeniósł się do klubu „Sęk” w którym grywał z nowym basistą Zbigniewem Owsianem (ex-Polne Kwiaty; późniejszy szwagier wokalisty). Po roku odszedł i przy klubie „Agora” założył nowy zespół, który wraz z nim współtworzyli: wokalista Krzysztof Janicki, gitarzysta Andrzej Rogal i klawiszowiec Jerzy Zgrzeba. Po trzech latach muzycy przeszli do klubu „OdNowa”, gdzie grali do końca studiów (1973-1976). W latach 1978-1981 Schulz współpracował z kabaretem Tey, a także z poznańską Orkiestrą PRiTV pod dyr. Zbigniewa Górnego (jako członek zespołu, a następnie solista – zespół wokalny S-26 otrzymał wyróżnienie na XVII KFPP Opole'79), pomysłodawcy duetu z Grażyną Łobaszewską. Ich wspólne wykonanie piosenki Może za jakiś czas (m.in. podczas XVI Krajowego Festiwalu Piosenki Polskiej Opole'78) okazało się przepustką do ogólnopolskiej kariery piosenkarskiej wokalisty, a utwór stał się przebojem (duet trzykrotnie występował na festiwalu opolskim – ostatni raz w 1999 roku). Jako członek zespołu Hubert Band (w większości złożonym z muzyków kabaretu TEY) wystąpił na IV Międzynarodowej Wiośnie Estradowej (5-6.05.1979), z grupą dokonał także nagrań radiowych. Kolejną ważną piosenką w jego karierze, zaśpiewaną w duecie z Łobaszewską jest Autostradą do słońca (arr. Krzesimir Dębski, sł. Jacek Cygan i Jacek Rutkowski), czyli polska wersja przeboju Fantasy, pochodząca z repertuaru amerykańskiej formacji Earth, Wind & Fire. Piosenka stała się ogólnopolskim hitem, zaś w 1984 ukazał się longplay pt. Solo i w duecie (Muza SX-2103) stanowiący podsumowanie pierwszych lat zawodowej kariery piosenkarskiej obydwojga wokalistów. W 1987 roku muzyk wszedł w skład efemerycznej grupy Moment (razem z Krystyną Prońko i Majką Jeżowską), która wyśpiewała I nagrodę w koncercie Premiery na XXIV KFPP w Opolu. Trójka wykonawców zaśpiewała piosenkę pt. Czekamy na wyrok (muz. Antoni Kopff, sł. Jonasz Kofta). W roku 1988 ukazał się solowy krążek wokalisty, zatytułowany Piotr Schulz (Muza SX-2588), na który skomponował większość utworów. Nagrania z udziałem zespołu NARADA, Alex Bandu oraz innych muzyków sesyjnych zarejestrowano w studiach Polskiego Radia w Warszawie, Poznaniu i Opolu. W okresie największej popularności komponowali dla niego m.in.: Zbigniew Górny, Krzesimir Dębski, Aleksander Maliszewski, Waldemar Parzyński, zaś teksty pisali m.in.: Jonasz Kofta, Jacek Cygan, Bogdan Olewicz. W kolejnych latach wokalista brał udział w telewizyjnych programach Zbigniewa Górnego i współpracował z muzykami jazzowymi. Obecnie daje recitale solowe (m.in. The Beatles Story) i występuje w duecie z Anną Polowczyk. Ponadto uczestniczy we wszelkiego rodzaju koncertach charytatywnych i wspomnieniowych, odbywających się w poznańskim klubie Blue Note (m.in. „Gramy dla Jarmużka”, koncert „Pamięci Andrzeja Ellmana”, „60 lat poznańskiego rock 'n' rolla”). 

## Życie prywatne
W 1974 roku Piotr Schulz ożenił się z Teresą Owsian z którą ma dwóch synów Michała i Jacka oraz córkę Katarzynę. W 1978 roku państwo Schulzowie przeprowadzili się z Lubonia do Poznania.   